# Johann Jakob Hess (Politiker)

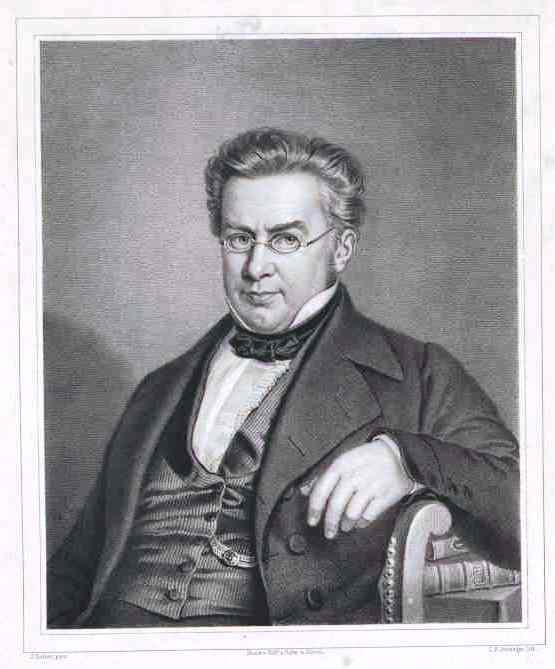
Johann Jakob Hess

Johann Jakob Hess (* 16. Februar 1791 in Zürich; † 19. Oktober 1857 ebenda) war ein Schweizer Jurist und Politiker.

## Leben
Hess, ein Sohn des Malers Ludwig Hess, besuchte von 1809 bis 1811 das Politische Institut, die erste politische Hochschule der Stadt Zürich, und studierte von 1811 bis 1813 an der Universität Heidelberg Rechtswissenschaften. 1811 wurde er dort Mitglied des Corps Helvetia. Nach Abschluss des Studiums trat er als Jurist in Zürcher Dienste. 1818 erlangte er die Stellung eines Sekretärs am Zürcher Obergericht. 1828 wurde er zum Oberrichter berufen.
1823 wurde Johann Jakob Hess in den Zürcher Grossen Rat gewählt. Als Mitglied des Zürcher Verfassungsrates wirkte er an der liberalen Regenerationsverfassung von 1831 mit. 1832 wurde er in den Zürcher Regierungsrat gewählt und wurde Zweiter Bürgermeister des Standes Zürich. In den Jahren 1833 und 1839 war er in seiner Funktion als Zürcher Amtsbürgermeister Präsident der eidgenössischen Tagsatzung. Nach dem Züriputsch vom 6. September 1839 konnte er zunächst noch als Bürgermeister und Regierungsrat im Amt verbleiben. Im Juni 1840 musste er jedoch seine politischen Ämter niederlegen.
Zu Beginn seiner politischen Laufbahn war Johann Jakob Hess noch dem aristokratischen Lager zuzurechnen. Gegen Ende der Restaurationszeit näherte er sich der Reformpartei an. Hierfür war der Einfluss von Paul Usteri massgeblich. Durch sein Eintreten für die Bewahrung des Siebnerkonkordats, die Gewerbefreiheit und den Zehntloskauf gehörte er zu den prägenden Persönlichkeiten des liberalen Fortschritts und der Regeneration im Kanton Zürich. Bildungspolitisch trat Hess für die Gründung der Universität, des Lehrerseminars und der Kantonsschule ein und engagierte sich für den Strassenbau.